# Telérkőzet
Telérkőzeteknek a telérek kőzetanyagát, tehát a telérben települő, a környezetétől eltérő anyagú (más ásványos összetételű, szövetű és/vagy szerkezetű) kőzetet nevezzük. A telérkőzetek legismertebb típusai a magmás, a hidrotermális és az úgynevezett alpi telérek kőzetei.

## Magmás telérkőzetek
A magmás kőzettelérek, az ún. dyke-ok anyaga tetszőleges magmás kőzet lehet: vannak savanyú (gránitos), alkáli (nefelinszienites) és ultrabázitos telérkőzetek – nagyjából olyan arányban, amilyenben ezek a magmák kiolvadnak. A földtani törésvonalak mentén benyomuló és a felszín alatt megszilárduló magmából keletkeznek. Mivel a lapszerű kőzettestek lényegesen gyorsabban hűlnek ki az izometrikus alakúaknál, a magmás telérkőzetek anyaga többnyire porfíros szövetű: az aprószemű–mikrokristályos mátrixban makroszkóposan is felismerhető, többnyire idiomorf kristályok „úsznak”. A magmás telérkőzetek két fő típusa a lamprofir és az aplit.
Vitatott módon (valószínűleg magmás telérkőzetek metamorfózisával) keletkeznek a pegmatitok.

## Üledékes telérkőzetek
Az üledékes telérek nem valódi telérek, mert nem intrúzió alakítja ki őket, hanem természetes okokból korábban keletkező réseket, repedéseket, töréseket tölt ki később lerakódó üledék. A töltőanyag nem jellegzetes, illetve nem jellemző a telérre, mivel a kiinduló kőzettől és az aprózódás, szállítódás, kiülepedés körülményeitől függ.
Üledékes telérek lehetnek tenger alattiak (neptuni telérek) és szárazföldiek (törmeléktelérek).

### Magyarországi példák
- aplit: Székesfehérvár határában, a Velencei-hegység gránitvonulatának peremén. A velencei aplit a gránitos magmatizmus záró szakaszának terméke, ekként alapvetően földpátokból és kvarcból áll. Kőzettanilag tévesen aplitnak nevezik a Mórágyi rög (Délkelet-Mecsek) gránit-, illetve gneisztömegében előforduló, durvakristályos, alapvetően (ritkás, pegmatoidális kvarcfészkekkel) káliföldpátból álló telérkőzeteket is.
- beforszit: magnezittartalmú, kiemelkedően sok tóriumot tartalmazó dolomitos karbonatit telérkőzet a Velencei-hegységtől a Dunakanyarig mintegy tucatnyi ponton, egyenként pár tucat négyzetméteres kibúvásokban.
- mivel a Kárpát-medence leggyakoribb vulkáni kőzetei az andezitek, a Magyarországon kimutatott kőzettelérek nagy többsége is andezites jellegű: a miocén rétegvulkáni összletekben andezit, a többnyire eltemetett, eocén magmatitokban főleg diorit-porfirit, illetve kvarc-diorit-porfirit típusú kőzetekkel. Előbbiek szép példái a Mátra uralkodóan ÉNY–DK csapású, leggyakrabban piroxénandezit anyagú, gerincekként kipreparálódó kőzettelérei; a diorit-porfirit és kvarc-diorit-porfirit anyagú teléreket a legalaposabban a recski érctelep mélyszintjéről írták le. Hasonlóan kipreparálódnak üledékes környezetükből a Cserhát andezittelérei (és egyéb, szubvulkáni testei).

## Hidrotermális telérkőzetek
A hidrotermális telérek anyaga melegvizes oldatokból csapódik ki, majd kristályosodik. Így keletkezik az érctelérek többsége. A magmás és a hidrotermális kőzetek között nincs éles határ; a részben magmás, részben hidrotermális eredetű kőzetváltozatokat többnyire csak ásványtani összetételük alapján nevezik meg (például „kvarc-albit-epidotos telérkőzet”).

## Alpi telérkőzetek
Az alpi telérek keletkezésében is a melegvíz a meghatározó, de nem annak oldott anyagtartalma, csak átkristályosító hatása. A telített oldatban a kisebb szemcsék feloldódnak, és anyaguk rárakódik a kisebb fajlagos felületű, nagyobb szemcsékre, amitől azok még nagyobbra híznak. Ennek eredményeként az alpi telérek ásványtani összetétele a befogadó kőzetével azonos, anyaguk azonban lényegesen durvább szemű.